# Mustafa Auzari
Mustafa Auzari es un deportista marroquí que compitió en atletismo adaptado. Ganó dos medallas en los Juegos Paralímpicos de Atenas 2004.

## Palmarés internacional
| Juegos Paralímpicos | Juegos Paralímpicos | Juegos Paralímpicos | Juegos Paralímpicos |
| Año                 | Lugar               | Medalla             | Prueba              |
| ------------------- | ------------------- | ------------------- | ------------------- |
| 2004                | Atenas (Grecia)     | Medalla de oro      | 1500 m T11          |
| 2004                | Atenas (Grecia)     | Medalla de plata    | 5000 m T11          |